# Sör-Teuger
Het Sör-Teuger is een meer in Zweden, in de gemeente Älvsbyn. Het water in het Sör-Teuger komt uit het Mitti-Teuger, dat iets meer naar het noorden ligt, en een aantal beken uit de omgeving en verlaat het meer in het oosten, daar ligt een opening tussen de heuvels, gaat daar in de Borgforsrivier over en stroomt daarna via de Pite älv naar de Botnische Golf. Aan de noordoostoever van het meer ligt het dorp Teugerträsk.
afwatering: meer Sör-Teuger → Borgforsrivier → Pite älv → Botnische Golf